# Chambeire
 Chambeire  là một xã ở tỉnh Côte-d’Or trong vùng Bourgogne-Franche-Comté, phía đông nước Pháp. Khu vực này có độ cao từ 196-237 mét trên mực nước biển.